# Coaliția pentru Familie
Coaliția pentru Familie este o asociație fără statut juridic, neafiliată confesional sau politic, la care au aderat 44 de organizații neguvernamentale, fundații și asociații și patru federații românești care militează pentru promovarea valorilor familiei tradiționale.
Obiectivele declarate ale Coaliției sunt definirea familiei, în legislație și în Constituție, ca instituția fundamentală pentru societate întemeiată pe căsătoria liber consimțită între un bărbat și o femeie și pe raporturile juridice părinte-copil, informarea populației tinere cu privire la importanța căsătoriei și familiei astfel întemeiate, sprijinirea familiei din punct de vedere social, cultural și legislativ și respectarea ei ca instituție, nerecunoașterea formelor alternative de conviețuire precum concubinajul, creșterea și educarea copilului într-un mediu familial complet și stabil, cu o mamă și un tată.
Printre susținători se numără personalități influente în societatea românească: soprana Felicia Filip și soțul acesteia, Cristian Mihăilescu, solist la Opera Națională din București, medicul Leon Dănăilă și alții.

## Obiective
Obiectivele declarate ale Coaliției sunt:
- menținerea definirii familiei, în legislație și în Constituție, ca instituția fundamentală pentru societate întemeiată pe căsătoria liber consimțită între un bărbat și o femeie și pe raporturile juridice părinte-copil și clarificarea Constituției în acest sens;
- informarea populației tinere cu privire la importanța, unicitatea și beneficiile căsătoriei și familiei astfel întemeiate;
- sprijinirea familiei din punct de vedere social, cultural și legislativ și respectarea ei ca instituție de care depinde bunăstarea individuală și a întregii societăți;
- nerecunoașterea formelor alternative de conviețuire precum concubinajul care descurajează cuplurile să se mai căsătorească;
- politicile publice și legislația să aibă ca prioritate creșterea și educarea copilului într-un mediu familial complet și stabil, cu o mamă și un tată.

## Susținători
Printre susținători se numără personalități influente în societatea românească:
- Felix Tătaru, președinte GMP Advertising, președinte IAA România;
- Felicia Filip, soprană;
- Cristian Mihăilescu, tenor și regizor, solist la Opera Națională București;
- Leon Dănăilă, profesor doctor, specialist în neurochirurgie;
- Pavel Chirilă, medic, profesor universitar, specialist în bioetică;
- Gheorghiță Geană, cercetător la Institutul de Antropologie al Academiei Române și profesor la Universitatea din București;
- Matei Damian, arhitect diplomat al Universității din Karlsruhe;
- Nicolae-Șerban Tanașoca, doctor în filologie, director al Institutului de Studii Sud-Est Europene al Academiei Române;
- Octav Bjoza, președintele Asociației Foștilor Deținuți Politici din România;
- Mihai Covaliu, campion olimpic și mondial la sabie, președinte al Federației Române de Scrimă;
- Silvia Radu, sculptoriță și pictoriță;
- Sorin Lavric, scriitor și doctor în filosofie;
- Vlad Miriță, cântăreț, tenor la Opera Națională București;
- Aureliu Surulescu, actor;
- Tudor Sișu, cântăreț de hip-hop;
- Cedry2k (Marius Stelian Crăciun), cântăreț de hip-hop;
- Dragonu AKA 47 (Dragoș Tudorache), cântăreț de hip-hop;
- Paul Grigoriu jr., muzician;
- George Ogăraru, fost fotbalist la Steaua București și Ajax Amsterdam.

## Acțiuni
În 2013, cu ocazia discuțiilor în vederea revizuirii Constituției, Coaliția pentru Familie a militat pentru redefinirea conceptului de familie din articolul 48 printr-o formulare mai restrictivă. Ulterior, proiectul de lege de modificare a Constituției a fost respins la Curtea Constituțională. Tot în 2013, Coaliția pentru Familie a acuzat Ministerul Educației că încalcă legea pentru că permite și promovează sărbătorirea Halloween-ului în școlile românești.
În repetate rânduri, Coaliția s-a opus legalizării formelor alternative de conviețuire, precum concubinajul sau parteneriatului civil, considerând că nu are decât rolul de a diminua importanța familiei și de a face acceptabilă ideea căsătoriei cuplurilor homosexuale în ochii opiniei publice.
În 2016, Coaliția pentru Familie a strâns trei milioane de semnături în favoarea înlocuirii exprimării „soți” cu „un bărbat și o femeie” în articolul 48 privind familia din Constituția României. Imediat după depunerea celor trei milioane de semnături în Parlamentul României, o scrisoare deschisă de susținere a comunității LGBT semnată de 1.000 de personalități publice (printre care regizori, cântăreți, oameni din industria modei, artiști și intelectuali) a devenit o petiție online care în scurt timp a strâns peste 11.000 de semnături. Biserica Ortodoxă Română și-a anunțat sprijinul oficial pentru inițiativă la mijlocul lunii ianuarie 2016. Organizația evanghelică Liberty Counsel și ONG-ul conservator Alliance Defending Freedom și-au exprimat public susținerea față de inițiativă și au prezentat Curții Constituționale note de informare în sprijinul unui referendum. Atât Liberty Counsel, cât și Alliance Defending Freedom sunt descrise de Southern Poverty Law Center ca grupuri de ură anti-LGBT. În iulie 2016, Curtea Constituțională a pronunțat o hotărâre unanimă prin care avizează pozitiv inițiativa cetățenească de revizuire a Constituției, în sensul în care aceasta respectă limitele revizuirii in privința drepturilor omului. Organizațiile care militează pentru drepturile LGBT, precum ACCEPT, MozaiQ și TRANSform, și-au exprimat nemulțumirea față de decizia CCR, susținând că aceasta ar putea duce „la o creștere a tensiunilor sociale și a infracțiunilor motivate de ură”. Mai mult, 24 de ONG-uri românești, Amnesty International, Comisia Internațională a Juriștilor, ILGA-Europe și European Commission on Sexual Orientation Law au avertizat că inițiativa va duce la limitarea dreptului la nediscriminare și la viață privată și de familie al persoanelor LGBT. Inițiativa Coaliției s-a concretizat într-un referendum național pe 6 și 7 octombrie 2018. Acesta a fost invalidat din cauza prezenței scăzute la urne. Ulterior, Comitetul de inițiativă cetățenească pentru revizuirea art. 48 (1) din Constituția României a fost dizolvat. Eforturile Coaliției de a modifica Constituția au început în 2013, când Amnesty International a ajutat la anularea unui amendament similar. Cu toate acestea, a participat la o campanie de succes împotriva introducerii parteneriatelor civile.
Coaliția pentru Familie s-a opus în 2018 Strategiei Naționale de Educație Parentală. Ea propunea introducerea de cursuri de parenting pentru toți părinții care își înscriu copiii în școlile din România.

## Controverse și critici
Coaliția se descrie ca o inițiativă civică independentă, neafiliată oricărei religii. Cu toate acestea, dintre cei 43 de membri listați, mulți împărtășesc opinii politice și religioase puternice. Asociația „Părinți pentru Ora de Religie” a desfășurat cu succes o campanie de introducere a religiei în curriculum-ul școlar și își are sediul în centrul social al Arhiepiscopiei Bucureștiului. Alte ONG-uri cu scop declarat religios – fie el ortodox sau catolic – includ: Asociația Familiilor Catolice „Vladimir Ghika”, Asociația Studenților Creștini Ortodocși Români, Asociația Filantropică Medical-Creștină „Christiana”, Fundația Creștină Părintele Arsenie Boca, Fundația Sfinții Martiri Brâncoveni, Asociația „Tineretul Ortodox Român”, Asociația „Rost”, Asociația „Lăcașuri Ortodoxe” și altele. De altfel, Consiliul Consultativ al Cultelor din România a menționat existența unor „organizații și asociații ale cultelor religioase” în cadrul Coaliției pentru Familie. Asociația PRO VITA București și Alianța Familiilor din România sunt alți doi membri notabili cu o puternică poziție antiavort, care favorizează și terapia de conversie, o practică controversată menită să „vindece” homosexualitatea, practică condamnată și interzisă de multe țări occidentale. În septembrie 2018, Asociația Pro Decizii Informate, membră a Coaliției pentru Familie, a tipărit și a distribuit mai multe pliante antivaccinare care conțin informații false despre vaccinare și folosesc abuziv siglele Ministerului Sănătății, Organizației Mondiale a Sănătății și UNICEF. Ministerul Sănătății s-a delimitat de această campanie, menționând că „autorii campaniei inițiate împotriva vaccinării utilizează fără aprobarea Ministerului Sănătății sau a partenerilor săi identitatea vizuală a campaniei precum însemnele oficiale ale instituțiilor partenere, iar materialele conțin informații false care pot induce în eroare părinții și pot pune în pericol sănătatea populației”. Ulterior, Ministerul Sănătății a depus plângere penală împotriva celor care au folosit însemnele instituției pe pliante.
Revista pro-LGBT Vice a publicat un document intern al PRO VITA care prezintă agenda sa politică pentru România. În document, minoritățile sexuale sunt considerate „inferioare moral”, iar divorțul, căsătoria între persoane de același sex, avortul (chiar și pentru cazurile de viol) și contracepția sunt privite ca niște concepte ce nu țin de viața privată a individului. Tot Vice precizează că PRO VITA urmărește să „impună principii morale autentice” bazate pe o „lege naturală dată de Dumnezeu” asupra societății în general, inclusiv tuturor celor care se opun opiniilor lor.
Organizațiile ACCEPT și MozaiQ au fost extrem de critice față de inițiativă și și-au manifestat îngrijorarea cu privire la unii membri ai Coaliției, precum Mihai Gheorghiu, președintele Comitetului de Inițiativă pentru modificarea articolului 48 din Constituția României. Ambasada SUA la București și-a manifestat îngrijorarea că protestul homofob de la Muzeul Țăranului Român ar fi fost organizat sau cel puțin tolerat de acesta în calitate de director adjunct al muzeului, întrucât acesta i-a însoțit pe protestatari și nu le-a descurajat acțiunile. Mihai Gheorghiu s-a declarat dezamăgit și indignat de reacția Ambasadei SUA, despre care a spus că a preluat și promovat „acuzațiile calomnioase ale activiștilor mișcării homosexuale, fără o minimă verificare”. Asociația PRO VITA București este condusă de Bogdan Stanciu, cel care a manageriat și filiala românească a AlterMedia înainte de 2007, o rețea extremistă internațională fondată de rasistul american și fostul lider Ku Klux Klan, David Duke. Stanciu a fost membru al Noii Drepte între 2000 și 2005, o organizație naționalistă de extremă dreaptă, autoarea numeroaselor atacuri asupra marșurilor gay din București. Astăzi, Stanciu neagă orice legătură cu partidul. Stanciu este, de asemenea, fondatorul Eurosceptic, un blog anti-UE și anti-imigrație. ACCEPT afirmă că Stanciu are legături strânse cu Alexandr Dughin, un politolog rus cunoscut pentru viziunile sale fasciste. Peter Costea, fondatorul Alianței Familiilor din România, a fost unul dintre coordonatorii primei inițiative de modificare a Constituției pentru a defini căsătoria drept „uniunea dintre un bărbat și o femeie” în 2006. Așa cum afirmă site-ul său web, inițiativa a fost făcută „cu sprijinul personalităților religioase influente din România”.

## Legături externe
- Site web oficial